# Flávio Gikovate
Flávio Gikovate (São Paulo, 11 de janeiro de 1943 — São Paulo, 13 de outubro de 2016) foi um médico psiquiatra, psicoterapeuta, e escritor brasileiro.

## Biografia
Filho do médico polaco Febus Gikovate, formou-se pela Universidade de São Paulo (USP) em 1966 como psicoterapeuta, e desde o início da carreira dedicou-se às técnicas breves de psicoterapia. Gikovate alegou que escolheu a especialidade psiquiátrica em função de dois motivos combinados: pessoal, por ter sido um obeso tímido, e familiar, já que o pai era médico e a mãe sofria de depressão. 
Em 1970, foi assistente clínico no Institute of Psychiatry da Universidade de Londres e nos últimos trinta anos escreveu 25 livros sobre problemas relacionados à vida social, afetiva e sexual, assim como seus reflexos na sociedade, alguns também publicados em castelhano. Colaborava regularmente com vários periódicos de grande circulação e manteve uma coluna semanal sobre comportamento na Folha de S. Paulo, entre 1980 e 1984, e entre 1987 e 1999 uma página na revista mensal Claudia. Fazia um programa de rádio semanal (No Divã do Gikovate) na CBN, e frequentemente participava, como convidado, de programas de televisão.
Entre 1991 e 1993, coordenou programas na Rede Bandeirantes de Televisão e uma primeira fase do talk-show Canal Livre, além de apresentar o "Falando de Verdade". O formato desse programa era ao vivo e Gikovate sempre começava fazendo considerações psicológicas profundas sobre um determinado tema. Era também conferencista, atuando em eventos dirigidos ao público geral, como também naqueles voltados a quadros gerenciais e profissionais de psicologia ou de diferentes especialidades médicas. 
Fez participações na novela Passione, como ele mesmo, ajudando o personagem que tinha sofrido de abuso sexual na infância, Gérson, vivido por Marcello Antony.
O terapeuta morreu em 13 de outubro de 2016, aos 73 anos, no Hospital Albert Einstein devido a um câncer no pâncreas diagnosticado em fevereiro daquele mesmo ano.